# Футбол в България
Футболът е най-популярният спорт в България.

## История
Футболът е представен за първи път в България под побългареното название ритнитоп от швейцарският учител по физкултура Жорж дьо Режибюс, поканен да преподава в страната. Запознаването с новата игра става в двора на Варненската мъжка гимназия "Фердинанд l" на 14 май 1894 г. Учителят формира два отбора от учениците с по единадесет души. Маркира врати от двете краища на игрището с ученически палта и обяснява накратко правилата на играта. Поставя кожена топка по средата на терена и дава старт на първата футболна среща някога в България. Следващите дни още няколко групи от класовете в гимназията опитват това ново изживяване. Футболът е представен в София от Шарл Шампо следващата година. Правилата на играта са публикувани на български от швейцарски учители в списание Училищен преглед през 1897 г. и футболът е продължил да набира популярност в началото на 20 век.

## Национален отбор
Националния отбор на България дебютира на 21 май 1924 г. на квалификациите за Летни олимпийски игри 1924, губейки с 0:6 от Австрия във Виена. През 1950-те и 1960-те години българският футбол постига най-големите си успехи на Олимпийските игри, завършвайки трети на Летни олимпийски игри 1956 в Мелбърн, втори на Летни олимпийски игри 1968 в Мексико Сити, както и пети на Евро 1968. През 1962 г. България за пръв път се класира за Световно първенство по футбол. Участвайки на финалите през 1966, 1970 и 1974, отборът е елиминиран, без да запише победа. На Световно първенство по футбол 1986, България стига до 16-ина финал, но все още е без победа. На Световното 1994 е най-големият успех на националния отбор на България – четвърто място, победа над тогавашния световен шампион Германия и първо място в голмайсторската надпревара на Христо Стоичков – Камата.

## Клубен футбол

### Корупция
Според изявление от 26 ноември 2007 г.  на д-р Герхард Капъл, вицепрезидент на Австрийската футболна федерация и главен дисциплинарен инспектор на УЕФА, отборите на цялата А група са разследвани от УЕФА за корупция и уреждане на мачове.

### Български футболни турнири

#### Първенство на България
Българското първенство се състои от общо 56 групи, разпределени на 5 нива:
| А ОФГ Благоевград Струма А ОФГ Благоевград Бистрица А ОФГ Благоевград Места А ОФГ Бургас А ОФГ Варна А ОФГ Велико Търново А ОФГ Видин А ОФГ Враца А ОФГ Габрово Запад А ОФГ Габрово Изток А ОФГ Добрич Запад А ОФГ Добрич Изток А ОФГ Кърджали | А ОФГ Кюстендил Осогово А ОФГ Кюстендил Рила А ОФГ Ловеч А ОФГ Монтана А ОФГ Пазарджик А ОФГ Перник Север А ОФГ Перник Юг А ОФГ Плевен А ОФГ Пловдив А ОФГ Разград А ОФГ Русе Запад А ОФГ Русе Изток А ОФГ Силистра | А ОФГ Сливен А ОФГ Смолян А ОФГ София (столица) Север А ОФГ София (столица) Юг А ОФГ София Запад А ОФГ София Изток А ОФГ Стара Загора А ОФГ Търговище Изток А ОФГ Търговище Среда А ОФГ Търговище Запад А ОФГ Хасково А ОФГ Шумен А ОФГ Ямбол |

| Б ОФГ Бургас Север Б ОФГ Бургас Юг Б ОФГ Велико Търново Б ОФГ Пазарджик Север | Б ОФГ Пазарджик Юг Б ОФГ Плевен Запад Б ОФГ Плевен Изток Б ОФГ Пловдив Север | Б ОФГ Пловдив Център Б ОФГ Пловдив Юг |

#### Национална купа
Купата на България е български футболен трофей. За неговото спечелване всяка година се провежда турнир, в който участие взимат всички официално регистрирани футболни отбори в България.
Провеждането на турнира за Купата на България започва през 1981 година в чест на 1300-годишнината от създаването на Българската държава. От 1983 година турнирът става официален и победителят в него получава званието Носител на националната купа, както и правото да представя България в европейския турнир за Купата на носителите на купи. До 1990 г. официалното име на турнира е Купа на Народна република България.

#### Суперкупа
Суперкупата на България е български футболен трофей. Турнирът за спечелване на трофея се състои от един мач и противопоставя носителя на Купата на България и шампиона на страната. В случаите когато шампионът и носителят на купата са един и същи отбор срещу него излиза загубилият финала за купата на България.

#### Аматьорски турнири
- Купа на АФЛ
- Армейско първенство – турнир между военни отбори
- Студентско първенство – турнир между отбори от университетите в България
- Работническо първенство – турнир между работнически отбори

#### Женски турнири
- Женското първенство на България по футбол е футболен турнир за определяне на шампиона на страната. Участие взимат всички официално регистрирани женски футболни отбори в България.
- Купа на България – жени

#### Юношески турнири
- Юношеско първенство на България по футбол
- Купа на БФС

#### Други турнири
- Дублираща футболна група
- Първенство на България по футзал
- Първенство на ветераните

#### Вече несъществуващи турнири
- Държавно първенство – турнир за определяне на шампиона на България (1924 – 44)
- Национална футболна дивизия – турнир за определяне на шампиона на България (1938 – 40)
- Републиканско първенство – турнир за определяне на шампиона на България (1945 – 48)
- Висша футболна лига – турнир за определяне на шампиона на България (2000 – 03)
- Царска купа – турнир за определяне на носителя на националната купа на България (1924 – 44)
- Купа на Съветската армия – турнир за определяне на носителя на националната купа на България (1946 – 90)
- Купа на БФС – (1990 – 91)
- Купа на ПФЛ – купа на лигата (1994 – 97)
- Турнир на сборните отбори от В група (2000 – 01)

### Участия в европейските клубни турнири
Български клубове участват ежегодно в европейските клубни турнири по футбол.